# Tyranniscus
Genre
Tyranniscus est un genre d'oiseaux de la famille des Tyrannidae.

## Liste des espèces
Selon la classification de référence du Congrès ornithologique international (14.2, 2025) il comporte trois espèces :
- Tyranniscus nigrocapillus (Lafresnaye, 1845) – Tyranneau à tête noire
- Tyranniscus cinereiceps (Sclater, 1860) – Tyranneau à tête cendrée
- Tyranniscus uropygialis (Lawrence, 1869) – Tyranneau à croupion fauve